# 112
| [ Edytuj tabelę ] |                                            |
| Cesarz Chin       | - 106 Han Andi 125                         |
| Władca Korei      | - 53 T’aejodae 146                         |
| Papież            | - 109 Aleksander I 116                     |
| Król Partów       | - 105 Wologazes III 147 - 109 Osroes I 129 |
| Cesarz Rzymu      | - 98 Trajan 117                            |

Rok 112 / CXII
stulecia: I wiek ~
II wiek ~
III wiek

lata: 102 «
107 «
108 «
109 «
110 «
111 «
112
» 113
» 114
» 115
» 116
» 117
» 122

## Wydarzenia
- Azja
  - Tacyt został rzymskim prokonsulem w Anatolii.